# Erich Heckel

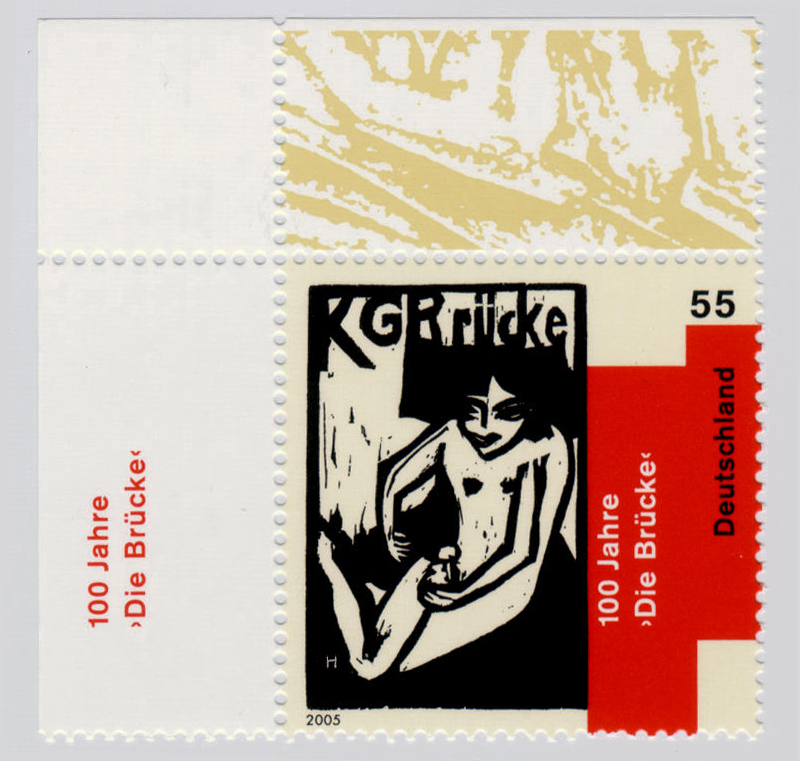
Sitzende Fränzi na znaczku pocztowym „100 lat Brücke

Erich Heckel (ur. 31 lipca 1883 w Döbeln, zm. 27 stycznia 1970 w Radolfzell am Bodensee) – malarz i grafik niemiecki, należący do nurtu ekspresjonizmu.
Urodził się w rodzinie inżyniera kolejowego. Porzucił rozpoczęte studium architektury w Dreźnie i jako samouk poświęcił się malarstwu i grafice.
W czerwcu 1905 założył Heckel wraz z Ernstem Ludwikiem Kirchnerem, Karlem Schmidt-Rottluffem i Fritzem Bleylem w Dreźnie ugrupowanie artystyczne Die Brücke, do którego przyłączył się później Max Pechstein, a także na krótko Emil Nolde i od 1911 Otto Mueller. Grupa korzystała z wsparcia tzw. członków biernych, jak Rosa Schapire, którzy stali się pierwszymi nabywcami ich dzieł.
W Dreźnie blisko współpracował z Kirchnerem, w latach 1909–1911 wraz z Kirchnerem, czasami też z Pechsteinem spędzał wakacje w „Moritzburskich Stawach” koło Drezna, zajmując się malowaniem aktów w krajobrazach.
Lato 1911 spędził Heckel z tancerką Mildą Friedą Georgi (pseudonim Sidi Riha) w Prerowie na wybrzeżu bałtyckim. W pobliżu zamieszkali też Marianne von Werefkin i Aleksiej Jawlensky. Na jesieni 1911 zamieszkał w Berlinie z przyszłą żoną, (którą poślubił w 1916). W Berlinie zaprzyjaźnił się m.in. z Lyonelem Feiningerem, Franzem Markiem i Augustem Macke.
Grupa „Die Brücke“ został rozwiązana w maju 1913. Po wybuchu I wojny światowej wyuczył się zawodu pielęgniarza i wraz z innymi malarzami pełnił służbę na froncie we Flandrii. Tam spotkał Maxa Beckmanna i Jamesa Ensora. W wolnych chwilach zajmował się malarstwem.
Po wojnie został członkiem „Arbeitsrat für Kunst“ (Rady Roboczej ds. Sztuki).
W 1922 namalował w Angermuseum w Erfurcie cykl malowideł ściennych techniką al secco pod tytułem Lebensstufen (Stopnie życia), który przetrwał do naszych czasów.
19 sierpnia 1934 podpisał deklarację poparcia dla Hitlera. Mimo to w roku 1937 padł ofiarą akcji „Entartete Kunst”, w ramach której skonfiskowano ok. 700 jego prac ze zbiorów niemieckich muzeów, a 20 marca 1939 na podwórzu berlińskiej straży pożarnej spalono je (łącznie zniszczono 1004 obrazy oraz 3825 akwareli i grafik różnych autorów). W styczniu 1944 jego berlińska pracownia została zburzona podczas nalotu bombowego, a wkrótce po wojnie wskutek podpalenia przepadła część ocalonych dzieł.
Heckel zamieszkał w Hemmenhofen nad Jeziorem Bodeńskim i pozostał tam do końca życia. W latach 1949–1955 był wykładowcą na Akademii Sztuk Pięknych w Karlsruhe. W 1956 odznaczony Wielkim Krzyżem Orderu Zasługi Republiki Federalnej Niemiec. W 1967 odznaczony Pour le Mérite za Naukę i Sztukę.
W ostatnich latach życia przekazał znaczną część swoich dzieł berlińskiemu muzeum „Die Brücke”.